# Nordkoreanische Fußballnationalmannschaft der Frauen/Weltmeisterschaften
Der Artikel beinhaltet eine ausführliche Darstellung der nordkoreanischen Fußballnationalmannschaft der Frauen bei Weltmeisterschaften. Nordkorea konnte sich für vier WM-Endrunden der Frauen qualifizieren. Die Mannschaft belegt in der ewigen Tabelle als zweitbeste Mannschaft mit vier Teilnahmen Platz 19. 2011 sorgte die Mannschaft für einen Dopingskandal und wurde daraufhin von der WM 2015 ausgeschlossen.

## Die Nationalmannschaft bei Weltmeisterschaften

### Übersicht
| Jahr | Gastgeberland          | Teilnahme bis …    | Gegner                   | Ergebnis | Trainer       | Bemerkungen und Besonderheiten                                                        |
| ---- | ---------------------- | ------------------ | ------------------------ | -------- | ------------- | ------------------------------------------------------------------------------------- |
| 1991 | Volksrepublik China    | nicht qualifiziert |                          |          |               | Bei der Fußball-Asienmeisterschaft der Frauen 1991 an der Republik China gescheitert. |
| 1995 | Schweden               | nicht teilgenommen |                          |          |               |                                                                                       |
| 1999 | USA                    | Vorrunde           | Nigeria, Dänemark, USA   | 10.      | Tong Chan     | Vorrundenaus als Gruppendritter                                                       |
| 2003 | USA                    | Vorrunde           | Nigeria, Schweden, USA   | 11.      | Ri Song-gun   | Vorrundenaus als Gruppendritter                                                       |
| 2007 | Volksrepublik China    | Viertelfinale      | Deutschland              | 8.       | Kim Kwang-min | Aus gegen den erfolgreichen Titelverteidiger                                          |
| 2011 | Deutschland            | Vorrunde           | Schweden, USA, Kolumbien | 13.      | Kim Kwang-min | Mehrere Spielerinnen positiv auf Doping getestet.                                     |
| 2015 | Kanada                 | nicht zugelassen   |                          |          |               | Wegen der Dopingvergehen von 2011 gesperrt.                                           |
| 2019 | Frankreich             | nicht qualifiziert |                          |          |               | In der Qualifikation für die Asienmeisterschaft 2018 gescheitert.                     |
| 2023 | Australien, Neuseeland | zurückgezogen      |                          |          |               | Vor dem Start der Qualifikation für die Asienmeisterschaft 2022 zurückgezogen.        |

### Statistik
(Angaben inkl. 2023: Neun Weltmeisterschaften; Prozentangaben sind gerundet)
- nicht teilgenommen/zurückgezogen: zweimal (22,2 %; 1995, 2023)
- nicht qualifiziert: zweimal (22,2 %; 1991, 2019)
- nicht zugelassen: einmal (11,1 %; 2015)
- qualifiziert: viermal (44,4 % bzw. 66,7 % der Versuche)
  - Vorrunde: dreimal (33,3 %; 1999, 2003 und 2011)
  - Viertelfinale: einmal (11,1 %; 2007)

## Die Turniere

### WM 1991 in der Volksrepublik China
Für die erste WM der Frauen in der Volksrepublik China wollte sich auch Nordkorea qualifizieren. Die Mannschaft nahm daher an der Fußball-Asienmeisterschaft der Frauen 1991 teil, die den asiatischen Mannschaften als Qualifikation diente. Nach einer 0:1-Niederlage gegen Japan wurden die nächsten drei Vorrundenspiele gewonnen: 12:0 gegen Malaysia, 5:0 gegen Hongkong und 8:0 gegen Singapur. Als Gruppenzweiter traf die Mannschaft auf die Mannschaft der Volksrepublik China, die, obwohl als Gastgeber für die WM qualifiziert, dennoch an der Asienmeisterschaft teilnahm. Mit 0:1 wurde dieses Spiel verloren. Im Spiel um Platz 3 war die Mannschaft der Republik China der Gegner. Da keine Mannschaft ein Tor schießen konnte, musste das Elfmeterschießen entscheiden, das mit 4:5 verloren wurde. Damit qualifizierte sich die Republik China neben den beiden Finalisten Volksrepublik China und Japan für die WM.

### WM 1995 in Schweden
Drei Jahre später dienten die Asienspiele 1994 in Hiroshima als WM-Qualifikation. Da Nordkorea nicht an den Asienspielen teilnahm, konnte sich die Mannschaft nicht für die WM qualifizieren, die zum ersten Mal auf europäischen Boden stattfand. Nordkorea verpasste damit auch das Fußballturnier der Frauen bei den Olympischen Spielen 1996, an dem nur die acht besten Mannschaften der WM teilnehmen konnten.

### WM 1999 in den USA
Für die dritte Weltmeisterschaft konnte sich Nordkorea dann erstmals qualifizieren. Nach einer 1:3-Vorrundenniederlage bei der Fußball-Asienmeisterschaft der Frauen 1997 gegen die Volksrepublik China wurden die beiden nächsten Gruppenspiele gegen die Philippinen und Usbekistan gewonnen: 14:1 und 8:0. Nordkorea traf damit als bester Gruppenzweiter im Halbfinale auf Japan und gewann mit 1:0, womit sich die Mannschaft erstmals für die WM qualifizierte. Im Finale war wieder die Volksrepublik China der Gegner und die Chinesinnen gewannen erneut, diesmal mit 2:0. Im kleinen Finale konnte sich Japan mit 2:0 gegen die Republik China durchsetzen und komplettierte das asiatische Starterfeld.
In den USA traf Nordkorea am 20. Juni 1999 in Pasadena auf Afrikameister Nigeria und verlor mit 1:2. Dabei erzielte Jo Song-ok das erste WM-Tor für die Nordkoreanerinnen. Im zweiten Spiel gegen Dänemark gelang dann mit einem 3:1 der erste Sieg in einem WM-Spiel. Mit einer 0:3-Niederlage gegen den Gastgeber USA schied Nordkorea als Gruppendritter aus und verpasste damit auch das Fußballturnier der Frauen bei den Olympischen Spielen 2000, an dem neben Gastgeber Australien nur die sieben besten Mannschaften der WM teilnehmen konnten.

### WM 2003 in den USA
Eigentlich sollte die WM 2003 dann wieder in der Volksrepublik China stattfinden. Wegen der SARS-Epidemie wurde das Turnier kurzfristig in die USA verlegt. Damit fand die Weltmeisterschaft zum zweiten Mal in den USA statt. Dafür standen den Asiatinnen aber nun vier Startplätze zur Verfügung. Nordkorea musste sich bei der Asienmeisterschaft 2003 qualifizieren, die erneut als Qualifikation diente. Nach drei Siegen in der Gruppenphase gegen Hongkong (13:0), Thailand (14:0) und Singapur (16:0) folgte gegen Südkorea ein 2:2. Es ist bis heute das einzige Unentschieden zwischen beiden Mannschaften. Aufgrund der gegen die drei anderen Mannschaften mehr erzielten Tore wurde Nordkorea Gruppensieger, Südkorea Gruppenzweiter, womit aber beide das Halbfinale erreichten und sich somit erstmals beide Koreas für eine WM qualifizierten. Im Halbfinale gewann Nordkorea dann gegen Japan, der Süden unterlag der Volksrepublik China, die dann im Finale Nordkorea durch Golden Goal unterlag, wodurch Nordkorea zum zweiten Mal Asienmeister wurde. Neben den beiden Finalisten und Südkorea qualifizierte sich auch Japan in den interkontinentalen Playoffs gegen Mexiko für die WM, so dass erstmals vier asiatische Mannschaften teilnahmen.
In den Vereinigten Staaten trafen die Nordkoreanerinnen im ersten Gruppenspiel wie vier Jahre zuvor auf Afrikameister Nigeria, gewannen diesmal aber mit 3:0. Im zweiten Spiel folgte dann eine 0:1-Niederlage gegen Schweden und im letzten Spiel war wie vier Jahre zuvor wieder Gastgeber USA der Gegner und erneut wurde mit 0:3 verloren. Damit schied Nordkorea wieder als Gruppendritter aus.

### WM 2007 in der Volksrepublik China
Vier Jahre später fand dann die WM doch zum zweiten Mal in der Volksrepublik China statt. Als Qualifikation diente die Fußball-Asienmeisterschaft der Frauen 2006. Es war aber nun wieder etwas schwerer sich zu qualifizieren, da Australien – insbesondere um der Nationalmannschaft der Männer bessere Chancen auf eine WM-Qualifikation zu bieten – in den asiatischen Verband gewechselt war, und die Asienmeisterschaft in Australien stattfand. Nordkorea überstand aber die Vorrunde ohne Gegentor. Nach einem 9:0 im Auftaktspiel gegen Thailand, folgte ein 3:0 gegen Myanmar, ein 0:0 gegen Gastgeber Australien und ein 1:0 gegen Südkorea, wodurch Nordkorea Gruppensieger vor den punktgleichen Australierinnen wurde, der Süden aber ausschied. Im Halbfinale konnte sich aber die Volksrepublik China, die, obwohl als Gastgeber für die WM qualifiziert, dennoch an der Asienmeisterschaft teilnahm, für die Finalniederlage drei Jahre zuvor revanchieren und sich auch im Finale durch einen Sieg im Elfmeterschießen gegen Australien den Titel zurückholen. Nordkorea gewann dann das kleine Finale gegen Japan und qualifizierte sich ebenfalls für die WM, Japan gelang dies wieder in interkontinentalen Playoffs gegen Mexiko.
Die Auslosung der WM-Vorrundengruppen ergab für Nordkorea dieselben Gegner wie vier Jahre zuvor: Nigeria, Schweden und die USA, allerdings in anderer Reihenfolge. Zum Auftakt waren die USA der Gegner, Nordkorea erreichte ein 2:2 und gewann damit den bis heute einzigen Punkt gegen die Amerikanerinnen. Im zweiten Spiel gegen den Afrikameister gelang ein 2:0-Sieg. Zwar wurde dann das letzte Spiel gegen die Schwedinnen mit 1:2 verloren, da aber die Schwedinnen gegen die USA verloren hatten und gegen Nigeria nur zu einem 1:1 gekommen waren, waren beide punktgleich. Da der direkte Vergleich nicht zählte, war Nordkorea aufgrund der besseren Tordifferenz Gruppenzweiter und erreichte erstmals das WM-Viertelfinale. Dort war der Titelverteidiger aus Deutschland der Gegner und beide lieferten sich in der ersten Halbzeit eine spannende Partie mit Chancen auf beiden Seiten. Kurz vor der Halbzeitpause brachte Kerstin Garefrekes die Deutschen in Führung. In der zweiten Hälfte machte Nordkorea mehr Druck, die Tore fielen allerdings für die deutsche Elf, die mit 3:0 ins Halbfinale einzog und auch in den beiden letzten Spielen nicht zu schlagen war. Das Erreichen des Viertelfinales ist das bisher Abschneiden Nordkoreas bei der WM.

### WM 2011 in Deutschland
Für die WM in Deutschland konnte sich Nordkorea auch wieder qualifizieren, die Überlegenheit gegenüber den schwächeren asiatischen Mannschaften war aber geringer. Bei der Fußball-Asienmeisterschaft der Frauen 2010, die in der Volksrepublik China stattfand, wurden die Gruppenspiele gegen Thailand und Myanmar nur mit 3:0 bzw. 2:0 gewonnen und dann gegen Japan mit 1:2 verloren. Im Halbfinale konnte die Volksrepublik China den Heimvorteil nicht nutzen und verlor gegen Nordkorea mit 0:1 nach Verlängerung. Damit war Nordkorea für die WM qualifiziert, die Finalniederlage im Elfmeterschießen gegen Australien, das damit erstmals Asienmeister wurde, konnte verschmerzt werden. Die Volksrepublik China konnte aber auch im Spiel um Platz 3 gegen Japan den Heimvorteil nicht nutzen, so dass erstmals eine WM-Endrunde der Frauen ohne China stattfand. Die Chinesinnen mussten stattdessen aus der Ferne zusehen wie Japan als erste asiatische Mannschaft Weltmeister wurde, was ihnen 1999 noch verwehrt wurde.
Bei der Gruppenauslosung für die WM-Endrunde wurden den Nordkoreanerinnen wie dreimal zuvor die USA und wie zweimal zuvor die Schwedinnen zugelost. Hinzu kam WM-Neuling Kolumbien. Auftaktgegner war wieder die USA und diesmal wurde mit 0:2 verloren. Nach einem 0:1 gegen Schweden stand bereits vor dem abschließenden Spiel gegen die Südamerikanerinnen fest, dass beide danach nach Hause fahren mussten. Schon vor dem Spiel wurde in Urinproben der nordkoreanischen Spielerinnen Song Jong-sun und Jong Pok-sim „eine Substanz der Gruppe S1B“ (Steroidhormone) nachgewiesen. Der nordkoreanische Verband verzichtete auf eine Analyse der B-Probe, was Experten gemeinhin als Schuldeingeständnis werten. Nach dem Spiel wurde der komplette WM-Kader Nordkoreas zur Dopingkontrolle gebeten. Am 16. Juli teilte die FIFA mit, dass drei weitere nicht namentlich genannte Spielerinnen der Mannschaft Nordkoreas des Dopings überführt wurden. Bei allen Sportlerinnen seien 14 unterschiedliche Steroide gefunden worden, wovon vier auf der Dopingliste stünden.
Die während der WM des Dopings überführten nordkoreanischen Spielerinnen Jong Pok-sim, Hong Myong-hui, Ho Un-byol, Ri Un-hyang wurden von der FIFA am 25. August 2011 für 18 Monate sowie Song Jong-sun für 14 Monate gesperrt. Die Ärztin des nordkoreanischen Fußballverbands, Nam Jong-ae, wurde für sechs Jahre gesperrt. Darüber hinaus wurde gegen den nordkoreanischen Fußballverband eine Geldstrafe von 400.000 US$ verhängt. Die Nationalmannschaft wurde von der WM 2015 in Kanada ausgeschlossen.

### WM 2015 in Kanada
Da Nordkorea für die WM gesperrt war, nahm die Mannschaft auch nicht an der Asienmeisterschaft 2014 teil, bei der Weltmeister Japan erstmals den Titel gewann. Dabei wäre die Qualifikation diesmal noch leichter gewesen, da den Asiatinnen nach der Aufstockung des Teilnehmerfeldes nun fünf Startplätze zustanden. Von der Sperre Nordkoreas profitierte somit Thailand, das sich als Fünfter erstmals für die WM-Endrunde qualifizierte.

### WM 2019 in Frankreich
Für 2019 war Nordkorea wieder startberechtigt, musste sich aber dazu über die Asienmeisterschaft 2018 qualifizieren. Allerdings war die Mannschaft nicht wie in den Jahren vor der Disqualifikation direkt für die Endrunde qualifiziert, sondern musste dafür in die Vorqualifikation gegen Südkorea, Hongkong, Indien und Usbekistan. Das im April 2017 stattgefundene Turnier wurde von Nordkorea organisiert und die Mannschaft verlor kein Spiel, kam aber gegen Südkorea nur zu einem 1:1 und erzielte gegen die drei anderen Gegner drei Tore weniger als die Südkoreanerinnen, womit es nur zum zweiten Platz in der Gruppe reichte. Nordkorea ist damit die einzige Mannschaft, die sich ungeschlagen nicht für die Endrunde qualifizieren konnte. Durch die Nichtteilnahme fiel Nordkorea in der ewigen Tabelle um zwei Plätze.

### WM 2023 in Australien und Neuseeland
Für die Qualifikation zur Weltmeisterschaft 2023 war die Teilnahme an der Asienmeisterschaft 2022 erforderlich. In der Qualifikation zu dieser, hätte Nordkorea gegen Singapur, Irak und Indonesien spielen müssen. Sie zogen sich aufgrund der COVID-19-Pandemie vor dem Start der Qualifikation zurück.

## Spiele
Nordkorea bestritt bisher 13 WM-Spiele. Davon wurden drei gewonnen und acht verloren, zwei endeten remis.
Nordkorea bestritt nie das Eröffnungsspiel, spielte aber zweimal gegen den Gastgeber, zweimal gegen den späteren Weltmeister und zweimal gegen den Titelverteidiger.
Nordkorea spielte bisher gegen Mannschaften aller anderen Konföderationen, außer Ozeanien und dabei gegen die Meister von Europa, Nord- und Mittelamerika und Afrika.
Die meisten Spiele bestritt Ri Kum-suk (9), die meisten WM-Tore erzielte Jin Pyol-hui (3).
| Alle WM-Spiele |            |          |                  |   |                    |               |                              |
| Nr.            | Datum      | Ergebnis | Gegner           |   | Austragungsort     | Anlass        | Bemerkungen                  |
| 1              | 20.06.1999 | 1:2      | Nigeria          | * | Pasadena (USA)     | Vorrunde      | Erstes Spiel gegen Nigeria   |
| 2              | 24.06.1999 | 3:1      | Dänemark         | * | Portland (USA)     | Vorrunde      | Erstes Spiel gegen Dänemark  |
| 3              | 27.06.1999 | 0:3      | USA              | A | Foxborough (USA)   | Vorrunde      | Erstes Spiel gegen die USA   |
| 4              | 20.09.2003 | 3:0      | Nigeria          | * | Philadelphia (USA) | Vorrunde      |                              |
| 5              | 25.09.2003 | 0:1      | Schweden         | * | Philadelphia (USA) | Vorrunde      |                              |
| 6              | 28.09.2003 | 0:3      | USA (TV)         | A | Columbus (USA)     | Vorrunde      |                              |
| 7              | 11.09.2007 | 2:2      | USA              | * | Chengdu (CHN)      | Vorrunde      |                              |
| 8              | 14.09.2007 | 2:0      | Nigeria          | * | Chengdu (CHN)      | Vorrunde      |                              |
| 9              | 18.09.2007 | 1:2      | Schweden         | * | Tianjin (CHN)      | Vorrunde      |                              |
| 10             | 22.09.2007 | 0:3      | Deutschland (TV) | * | Wuhan (CHN)        | Viertelfinale |                              |
| 11             | 28.06.2011 | 0:2      | USA              | * | Dresden (DEU)      | Vorrunde      |                              |
| 12             | 02.07.2011 | 0:1      | Schweden         | * | Augsburg (DEU)     | Vorrunde      |                              |
| 13             | 06.07.2011 | 0:0      | Kolumbien        | * | Bochum (DEU)       | Vorrunde      | Erstes Spiel gegen Kolumbien |

Anmerkung: Fett gedruckte Mannschaften waren zum Zeitpunkt des Spiels Meister ihrer Konföderation.
Diese Siege der nordkoreanischen Mannschaft waren gleichzeitig ihre höchsten Siege gegen diese Länder:
- Dänemark 3:1 (Vorrunde 1999, einziger Sieg gegen Dänemark)
- Nigeria 3:0 (Vorrunde, 2003)

Gegen diese Mannschaften kassierte die nordkoreanische Mannschaft ihre höchsten Niederlagen bei einem WM-Turnier:
- Deutschland 0:3 (Viertelfinale 2007) – zudem einmal 0:3 in einem Freundschaftsspiel im Februar 2010
- Nigeria 1:2 (Vorrunde 1999, einzige Niederlage gegen Nigeria)
- Schweden 0:1 (Vorrunde 2003 und 2011), 1:2 (2007, Vorrunde) – zudem ein 0:1 in einem Freundschaftsspiel
- USA 0:3 (Vorrunde 1999 und 2003)

## Rekorde

### Gegner
- Vor der WM 2023 die jüngste Teilnehmerin bei einer WM: Ifeanyi Chiejine (* 17. Mai 1983, Nigeria). Mit 16 Jahren und 34 Tagen kam sie am 20. Juni 1999 im Spiel gegen Nordkorea zum Einsatz.[13]

### Negativrekorde
- Die schnellste Verwarnung: Ri Hyang-ok in der 1. Minute des Spiels Nordkorea gegen Nigeria 1999
- Die längsten Serien ohne eigenes Tor: Nordkorea (2007–2011), Ghana (1999–2003), Japan (1991–2005) und Nigeria (1991–1995 sowie 2007–2011) mit je 4 Spielen.
- Erster Asienmeister, der in der Vorrunde ausschied: 2003
- Einzige Mannschaft, die aufgrund von Dopingvergehen für die folgende WM gesperrt wurde.